# Elemental (pel·lícula)
Elemental és una pel·lícula de comèdia dramàtica romàntica animada per ordinador estatunidenca produïda per Walt Disney Pictures i Pixar Animation Studios i distribuïda per Walt Disney Studios Motion Pictures. Dirigida per Peter Sohn i produïda per Denise Ream, està escrita per John Hoberg, Kat Likkel, Brenda Hsueh i el mateix Sohn. És el vint-i-setè llargmetratge global produït per Pixar. Ambientada en un món habitat per elements antropomòrfics de la natura, la història descriu el vincle entre un element de foc i un element d'aigua, que no poden tocar-se, però descobreixen tot el que tenen en comú. S'ha doblat al català.
La versió original en anglès compta amb les veus de Leah Lewis, Mamoudou Athie, Ronnie del Carmen, Shila Ommi, Wendi McLendon-Covey, Catherine O'Hara, Mason Wertheimer, Joe Pera i Matt Yang King.
Després del llançament d'El viatge d'Arlo (2015), Sohn va començar a treballar en el projecte quan va tenir la idea. Va presentar el concepte a Pixar per desenvolupar Elemental basant-se en la idea de si el foc i l'aigua es podrien connectar o no. Elemental s'inspira en la joventut de Sohn, que va créixer com a fill d'immigrants a Nova York durant la dècada de 1970, destacant la diversitat cultural i ètnica diferent de la ciutat. A causa de la pandèmia de la COVID-19, en lloc de visitar països per investigar-los, l'equip va passar moltes hores mirant vídeos des del punt de vista d'excursions turístics a YouTube de ciutats com Venècia i Amsterdam per inspirar-se. La producció d'Elemental va durar set anys i es va dur a terme tant a l'estudi com fent teletreball, amb la història acabada a distància. Thomas Newman, que havia treballat en llargmetratges d'animació de Pixar anteriors, va compondre la banda sonora de la pel·lícula.
Elemental es va estrenar als cinemes el 16 de juny de 2023. La traducció i adaptació va anar a càrrec de Josep Llurba, que va guanyar la categoria dels XII premis ATRAE a la millor traducció i adaptació per a doblatge en català per a cinema, TV, DVD o plataforma en línia.

## Sinopsi
A la Ciutat Element, els habitants del foc, l’aigua, la terra i l’aire conviuen junts, però han de complir una norma: no poden barrejar-se entre si. Tanmateix, una noia de foc (Candela) i un noi d’aigua (Nil Font) descobriran que tenen molt més en comú del que es pensen.

## Repartiment de veu
| Personatge            | Veu original         | Veu en català         |
| --------------------- | -------------------- | --------------------- |
| Candela               | Leah Lewis           | Irene Miràs           |
| Nena                  | Clara Lin Ding       | Mia Pérez             |
| Preadolescent         | Reagan To            | Airí Cors             |
| Nil Font              | Mamoudou Athie       | Roger Isasi-Isasmendi |
| Brusit                | Ronnie del Carmen    | Jaume Mallofré        |
| Cendra                | Shila Ommi           | Rosa Guillén          |
| Galerna               | Wendi McLendon-Covey | Carme Calvell         |
| Mar Font              | Catherine O'Hara     | Àngels Gonyalons      |
| Terròs                | Mason Wertheimer     | Àlex Rodés            |
| Harold                | Ronobir Lahiri       | Eduard Doncos         |
| Fulgència             | Wilma Bonet          | Fina Rius             |
| Bedoll                | Joe Pera             | Salvador Campoy       |
| Alan Font             | Matt Yang King       | David Jenner          |
| Lutz                  | Matt Yang King       | Jaume Cuartero        |
| Collidor de Fruits    | Matt Yang King       | Oriol Conangla        |
| Comprador de Bengales | Jeff LaPensee        | Alex Molina           |
| Oficial d'immigració  | Ben Morris           | Jordi Domènech        |
| Fulgent               | Jonathan Adams       | Domènec Farell        |
| Clienta               | Alex Kapp            | Mariola Fuster        |
| Repartidora           | Alex Kapp            | Ariadna de Guzmán     |
| Propietari de Terra   | Alex Kapp            | Ismael Delic          |
| Porter                | P.L. Brown           | Xavi Fernández Ruiz   |

## Producció

### Desenvolupament
Peter Sohn, que anteriorment va dirigir el llargmetratge El viatge d'Arlo (2015) i el curtmetratge Partly Cloudy (2009), va portar el concepte d'Elemental a Pixar basant-se en la idea de si el foc i l'aigua es podrien connectar mai o no. Sohn també va dir que la idea de la pel·lícula s'inspirava en les seves experiències com a fill d'immigrants a la ciutat de Nova York als anys setanta. Va dir: «Els meus pares van emigrar de Corea a principis dels anys setanta i van construir una bulliciosa botiga de queviures al Bronx». També va declarar: «Estàvem entre moltes famílies que es van aventurar a una nova terra amb esperances i somnis; tots ens barregem en un gran amanida de cultures, idiomes i petits barris bonics. Això és el que em va portar a Elemental».
En una entrevista a The Hollywood Reporter, Sohn va dir que el període de set anys de desenvolupament de la pel·lícula Elemental està molt lligat a la seva relació amb la seva família, i la idea va començar després de l'estrena d'El viatge d'Arlo. Va revelar que Candela (Ember Lumber a l'original) va néixer a Ciutat Element (Element City), però va créixer en una ciutat de bombers, ja que els barris estan dividits. Va declarar: «Estic molt emocionat per treure els personatges i la història amb seguretat». També va declarar: «Aquesta pel·lícula tracta d'agrair als teus pares i d'entendre els seus sacrificis. Els meus pares van morir tots dos durant la realització d'aquesta cosa. Per tant, és molt emotiu i encara estic processant una bona part».
Sohn va declarar a D23: El Club Oficial de Fans de Disney: «El concepte de la ciutat en si va començar amb Candela». També va declarar: «Vam pensar: 'Quina és la millor ciutat que podem construir per donar suport al viatge d'identitat i pertinença de Candela?' Va començar pensant en una ciutat que seria difícil per al foc, i així ho vam basar en l'aigua. La idea és que l'aigua va arribar primer a aquesta zona, i després va venir la Terra, i es va convertir en un delta. Després van construir un infraestructures d'aigua amb canals d'aigua i canals d'aigua elevats per tot arreu, cosa que ho dificulta encara més a Candela. L'Aire va entrar després d'això, i el Foc va ser un dels últims grups a entrar a la ciutat". Candela i Nil Font (Wade Ripple a l'original) tenen química, malgrat les diferències. Quan Sohn va presentar la història per primera vegada i va començar a desenvolupar-la, es va preguntar: «Què és el foc?» Sohn també va declarar: «La gent ho pot veure com un temperament. La gent ho pot veure com una passió. Com a cosa pràctica, el foc crema i fa espurnes, però què vol dir cremar brillant? Hi ha tots aquests ingredients al que ja percebem com a foc, i això va començar a formar la personalitat de Candela. Passa el mateix per en Nil. L'aigua pot ser transparent. Què vol dir això? Porta les seves emocions a la màniga. Va amb el flux. Això va ajudar a formar aquestes personalitats que ja eren boniques contràries, i després hem hagut de trobar el diagrama de Venn d'on es superposaven. Aquesta és la màgia esperançadora. Espero que la gent pugui comprar les espurnes, la reacció química, que podria formar una relació».
El 16 de maig de 2022, Pixar va anunciar una nova pel·lícula titulada Elemental, amb els elements clàssics de foc, aigua, aire i terra antropomòrfics com a tema central, amb Sohn dirigint i Denise Ream produint. Sohn i Ream es reuneixen després d'haver treballat junts prèviament a El viatge d'Arlo. El 9 de setembre de 2022, durant la D23 Expo, Sohn, Ream i Pete Docter van introduir la pel·lícula. «La nostra història es basa en els elements clàssics: foc, aigua, terra i aire. Alguns elements es barregen entre ells i d'altres no», va declarar Sohn. «I si aquests elements estiguessin vius?» Poc després del metratge d'animació inacabat, es va projectar un clip que mostrava a Candela i Nil en una cita, caminant per un parc on Wade travessa l'aigua, lliscant i creant un arc de Sant Martí.
La producció de la pel·lícula es va completar el 24 de març de 2023, després de l'aprovació del fotograma definitiu, i es van dedicar set anys, tant a l'estudi com a casa dels cineastes. Segons l'artista de la història Jason Katz, l'equip va acabar la història mentre treballava de forma remota des de casa. Sohn va assenyalar que tenia llàgrimes als ulls quan es va aprovar el fotograma final.
La pel·lícula està dedicada als animadors de Pixar Ralph Eggleston, Thomas Gonzales, Amber Martorelli i J. Garrett Sheldrew, que van morir el 2022. Com a homenatge a Eggleston, a Ciutat Element es veu un cartell que diu "Eat at Ralph's - Two cents".

### Escriptura
Brenda Hsueh, consultora creativa de Red (2022), va ser contractada per escriure el guió. En última instància, John Hoberg i Kat Likkel i Hsueh van rebre el crèdit del "guió", mentre que Sohn, Hoberg i Likkel i Hsueh van rebre el crèdit per la "història".
Sohn va citar pel·lícules romàntiques com Endevina qui ve a sopar (1967), Encís de lluna (1987), Tens un e-mail (1998), Amélie (2001), My Big Fat Greek Wedding (2002) i La gran malaltia de l'amor (2017) com a influències particulars quan li agradava recolzar-se en la comedia romàntica com a gènere de narració. Sohn solia dibuixar la taula periòdica a l'escola secundària com una forma d'expressió primerenca amb la gènesi de la pel·lícula, dient: «Hi havia aquest dibuix divertit que recordo haver descobert com un personatge de foc i aigua, i que va provocar un munt d'idees diferents, i no podia deixar de dibuixar aquestes petites coses noves.»
David J. Peterson, que havia construït llenguatges per a Game of Thrones (2011–2019) i Dune (2021), va cocrear l'idioma "Firish".
En un moment donat, Hoberg i Likkel van suggerir que el final de la pel·lícula representava a Wade i Ember havent tingut un nadó fet de vapor, un concepte pel qual van lluitar, però que finalment no van incloure als primers talls de la pel·lícula. Això va ser per garantir un final més sòlid per als dos protagonistes i perquè el públic tingués alguna cosa a esperar en una possible futura entrega.

### Animació i disseny
Ciutat Element es va modelar a partir de la ciutat de Nova York com una sèrie de barris d'immigrants composts de materials orgànics que complementarien cada element. El dissenyador de producció Don Shank va dir que «les idees del disseny van inspirar noves tecnologies, que van inspirar un nou disseny». Sohn creia que personificar elements seria un repte difícil, tot i que va afirmar que l'aire no era tan difícil de representar com el foc i l'aigua, ja que ja va personificar els núvols com Parcialmente ennuvolat. El personatge de Nil és increïblement complex, i el repte més gran és la seva transparència mitjançant la creació d'efectes visuals. Per tal de fer-lo prou transparent, els animadors havien de trobar un punt mitjà per crear el personatge.
Els escenògrafs de l'estudi van buscar inspiració en ciutats com Venècia i Amsterdam. Els canals d'aigua i els edificis que envolten les ciutats tenen un gran detall i reflexió. A causa de la pandèmia de COVID-19 durant la qual va tenir lloc la major part de la producció, l'equip de producció de la pel·lícula no va poder viatjar a aquestes ciutats per investigar, per la qual cosa va passar molts hores mirant visites guiades per la ciutat amb punts de vista a YouTube per inspirar-se per a Ciutat Element. Per que es veiès menys com una versió alienígena de les ciutats del món real, el dissenyador de producció Don Shank i el seu equip van fer una pluja d'idees sobre l'evolució dels éssers elementals i la seva civilització.
Per a Elemental, es van utilitzar més de 151.000 nuclis en tres sales grans del campus de Pixar, un augment significatiu de la potència de càlcul en comparació amb les pel·lícules anteriors de Pixar. Això va requerir que Pixar actualitzés i comprés ordinadors addicionals per a la pel·lícula. Per al context, Toy Story (1995) va emprar 294 nuclis, Monsters, Inc. (2001) va emprar 672 nuclis i Buscant en Nemo (2003) van emprar 923 nuclis.

## Música
El 7 de febrer de 2023, Thomas Newman va ser confirmat per compondre i dirigir la partitura original d'Elemental. És la quarta col·laboració de Newman amb l'estudi després de Buscant en Nemo (2003), WALL-E (2008) i Buscant la Dory (2016), així com la seva primera pel·lícula de Pixar que no és dirigida per Andrew Stanton. Lauv va interpretar la cançó original "Steal the Show" que sona durant les cites de Candela i Nil, així com els crèdits finals, que es va publicar com a senzill el 2 de juny de 2023, dues setmanes abans de l'estrena de la pel·lícula a les sales de cinema.

### Llista de cançons
Totes les cançons foren compostes per Thomas Newman, excepte que s'indiqui el contrari.
| Núm. | Títol                           | Composició                                                            | Artista | Durada |
| ---- | ------------------------------- | --------------------------------------------------------------------- | ------- | ------ |
| 1.   | «Across the Ocean»              |                                                                       |         | 3:35   |
| 2.   | «Elemental»                     |                                                                       |         | 3:42   |
| 3.   | «Sháshà r íshà»                 |                                                                       |         | 2:29   |
| 4.   | «Stop Wade!»                    |                                                                       |         | 2:43   |
| 5.   | «Hot Air Balloon»               |                                                                       |         | 2:58   |
| 6.   | «Bubble Date»                   |                                                                       |         | 2:51   |
| 7.   | «Headphones»                    |                                                                       |         | 0:45   |
| 8.   | «Fern Grouchwood»               |                                                                       |         | 1:40   |
| 9.   | «Beach Glass»                   |                                                                       |         | 3:23   |
| 10.  | «Cloud Puff Fireball»           |                                                                       |         | 0:48   |
| 11.  | «Clod»                          |                                                                       |         | 0:46   |
| 12.  | «Blue Flame»                    |                                                                       |         | 2:17   |
| 13.  | «Meet the Ripples»              |                                                                       |         | 1:56   |
| 14.  | «Love Scooter»                  |                                                                       |         | 1:21   |
| 15.  | «Crying Games»                  |                                                                       |         | 1:22   |
| 16.  | «Grand Re-Opening»              |                                                                       |         | 0:38   |
| 17.  | «Tìshôk' (Embrace The Light)»   |                                                                       |         | 1:37   |
| 18.  | «Pipe Blows»                    |                                                                       |         | 2:36   |
| 19.  | «Run for Your Life»             |                                                                       |         | 2:42   |
| 20.  | «Kol-Nuts»                      |                                                                       |         | 2:13   |
| 21.  | «Red Dot Sale»                  |                                                                       |         | 0:46   |
| 22.  | «1000mph»                       |                                                                       |         | 2:28   |
| 23.  | «Smoke Reading»                 |                                                                       |         | 0:44   |
| 24.  | «Rusty Hint of Motor Oil»       |                                                                       |         | 0:57   |
| 25.  | «Mineral Lake»                  |                                                                       |         | 1:17   |
| 26.  | «Lucky»                         |                                                                       |         | 1:08   |
| 27.  | «Garden Central Station»        |                                                                       |         | 1:03   |
| 28.  | «Full Purple»                   |                                                                       |         | 2:03   |
| 29.  | «Vivisteria»                    |                                                                       |         | 2:34   |
| 30.  | «Firish»                        |                                                                       |         | 1:27   |
| 31.  | «A Lonely Man Awash in Sadness» |                                                                       |         | 0:53   |
| 32.  | «Firetown Flood»                |                                                                       |         | 2:35   |
| 33.  | «You Were the Dream»            |                                                                       |         | 3:52   |
| 34.  | «Make Connection»               |                                                                       |         | 2:19   |
| 35.  | «Bà Ksô (The Big Bow)»          |                                                                       |         | 1:08   |
| 36.  | «Steal the Show»                | Ari Leff i Thomas Newman (música) Ari Leff i Michael Matosic (lletra) | Lauv    | 3:11   |
| 37.  | «Grand Redux»                   |                                                                       |         | 2:14   |

## Acollida

### Taquilla
A febrer de 2024, Elemental ha recaptat 154,4 milions de dòlars als Estats Units i Canadà, i 342 milions de dòlars a altres territoris, per un total mundial de 496,4 milions de dòlars. Els analistes van considerar que l'èxit d'Elemental era un exemple d'un èxit sorpresa.
A nivell internacional, Elemental va tenir especial èxit a Corea del Sud, que es va convertir en el tercer mercat més gran de la pel·lícula. Això es va atribuir a l'origen coreà-estatunidenc del director Peter Sohn i a la incorporació d'elements que van ressonar amb el públic coreà.

### Premis i nominacions
| Premi                                                    | Data de la cerimònia | Categoria                                                                                            | Recipient(s)                                                                                         | Resultat     | Ref.          |
| -------------------------------------------------------- | -------------------- | --- | --- | ------------ | ------------- |
| Oscar                                                    | 10 març 2024         | Millor pel·lícula d'animació                                                                         | Peter Sohn i Denise Ream                                                                             | Pendent      | [ 34 ]        |
| Premios de Música de Hollywood de Mitjans de Comunicació | 15 novembre 2023     | Millor banda sonora original — Pel·lícula d'animació                                                 | Thomas Newman                                                                                        | Nominat      | [ 35 ]        |
| Premios de Música de Hollywood de Mitjans de Comunicació | 15 novembre 2023     | Millor cançó original — Pel·lícula d'animació                                                        | "Steal The Show" — Lauv, Michael Matosic i Thomas Newman                                             | Nominat      | [ 35 ]        |
| Hollywood Professional Association Awards                | 28 novembre 2023     | Millor separació de colors — Pel·lícula d'animació                                                   | Susan Brunig                                                                                         | Nominat      | [ 36 ]        |
| Washington D.C. Area Film Critics Association Awards     | 10 desembre 2023     | Millor llargmetratge d'animació                                                                      | Elemental                                                                                            | Nominat      | [ 37 ]        |
| St. Louis Film Critics Association Awards                | 17 desembre 2023     | Millor pel·lícula d'animació                                                                         | Elemental                                                                                            | Nominat      | [ 38 ] [ 39 ] |
| Premis del Cercle Femení de Crítics del Cinema           | 18 desembre 2023     | Millor dona animada                                                                                  | Leah Lewis                                                                                           | 2n finalista | [ 40 ]        |
| Aliança de Dones Periodistes de Cinema                   | 3 gener 2024         | Millor dona animada                                                                                  | Leah Lewis                                                                                           | Nominat      | [ 41 ]        |
| Premis de l'Associació de Crítics de Cinema de Geòrgia   | 5 gener 2024         | Millor pel·lícula d'animació                                                                         | Elemental                                                                                            | Nominat      | [ 42 ]        |
| Premis Astra Film and Creative Arts                      | 6 gener 2024         | Millor llargmetratge d'animació                                                                      | Elemental                                                                                            | Nominat      | [ 43 ] [ 44 ] |
| Premis Astra Film and Creative Arts                      | 6 gener 2024         | Millor partitura                                                                                     | Thomas Newman                                                                                        | Nominat      | [ 43 ] [ 44 ] |
| Globus d'Or                                              | 7 gener 2024         | Millor pel·lícula d'animació                                                                         | Elemental                                                                                            | Nominat      | [ 45 ]        |
| San Francisco Bay Area Film Critics Circle Awards        | 9 gener 2024         | Millor llargmetratge d'animació                                                                      | Elemental                                                                                            | Nominat      | [ 46 ]        |
| Austin Film Critics Association Awards                   | 10 gener 2024        | Millor pel·lícula d'animació                                                                         | Elemental                                                                                            | Nominat      | [ 47 ] [ 48 ] |
| Premis de la Crítica Cinematogràfica                     | 14 gener 2024        | Millor llargmetratge d'animació                                                                      | Elemental                                                                                            | Nominat      | [ 49 ]        |
| ADG Excellence in Production Design Awards               | 10 febrer 2024       | Excel·lència en disseny de producció per a una pel·lícula d'animació                                 | Don Shank                                                                                            | Pendent      | [ 50 ]        |
| Premis Annie                                             | 17 febrer 2024       | Assoliment excepcional per als efectes animats en una producció animada                              | Chris Chapman, Tim Speltz, Krzysztof Rost, Amit Baadkar, Ravindra Dwivedi                            | Pendent      | [ 51 ]        |
| Premis Annie                                             | 17 febrer 2024       | Assoliment excepcional per a l'animació de personatges en una producció de llargmetratges d'animació | Jessica Torres                                                                                       | Pendent      | [ 51 ]        |
| Premis Annie                                             | 17 febrer 2024       | Assoliment excepcional per al disseny de personatges en una producció de llargmetratge d'animació    | Maria Yi                                                                                             | Pendent      | [ 51 ]        |
| Premis Annie                                             | 17 febrer 2024       | Assoliment excepcional per a la música en una producció de llargmetratge d'animació                  | Thomas Newman, Lauv                                                                                  | Pendent      | [ 51 ]        |
| Premis Annie                                             | 17 febrer 2024       | Assoliment excepcional per al disseny de producció en una producció de llargmetratge d'animació      | Don Shank, Maria Yi, Dan Holland, Jennifer Chang, Laura Meyer                                        | Pendent      | [ 51 ]        |
| Premis Annie                                             | 17 febrer 2024       | Assoliment destacat per a l'editorial en una producció de llargmetratge d'animació                   | Stephen Schaffer, Amera Rizk, Gregory Snyder, Jen Jew i Kevin Rose-Williams                          | Pendent      | [ 51 ]        |
| Premis Satellite                                         | 18 febrer 2024       | Millor llargmetratge d'animació o de mitjans mixts                                                   | Elemental                                                                                            | Pendent      | [ 52 ]        |
| Visual Effects Society Awards                            | 21 febrer 2024       | Efectes visuals excepcionals en un llargmetratge d'animació                                          | Peter Sohn, Denise Ream, Sanjay Bakshi, Stephen Marshall                                             | Pendent      | [ 53 ]        |
| Visual Effects Society Awards                            | 21 febrer 2024       | Personatge animat excepcional en un llargmetratge d'animació                                         | Gwendelyn Enderoglu, Jared Fong, Jonathan Hoffman, Patrick Witting (per a Ember)                     | Pendent      | [ 53 ]        |
| Visual Effects Society Awards                            | 21 febrer 2024       | Personatge animat excepcional en un llargmetratge d'animació                                         | Max Gilbert, Jacob Kuenzel, Dave Strick, Benjamin Su (per a Wade)                                    | Pendent      | [ 53 ]        |
| Visual Effects Society Awards                            | 21 febrer 2024       | Entorn excepcional creat en un llargmetratge d'animació                                              | Chris Bernardi, Brandon Montell, David Shavers, Ting Zhang (per Ciutat Element)                      | Pendent      | [ 53 ]        |
| Visual Effects Society Awards                            | 21 febrer 2024       | Simulacions d'efectes excepcionals en un llargmetratge d'animació                                    | Kristopher Campbell, Greg Gladstone, Jon Reisch, Kylie Wijsmuller                                    | Pendent      | [ 53 ]        |
| Visual Effects Society Awards                            | 21 febrer 2024       | Premi Tecnologia Emergent                                                                            | Vinicius C. Azevedo, Byungsoo Kim, Raphael Ortiz, Paul Kanyuk (for Volumetric Neural Style Transfer) | Pendent      | [ 53 ]        |
| Premis BAFTA                                             | 18 febrer 2024       | Millor pel·lícula d'animació                                                                         | Elemental                                                                                            | Pendent      | [ 54 ]        |
| Premis Saturn                                            | 4 febrer 2024        | Millor pel·lícula d'animació                                                                         | Elemental                                                                                            | Nominat      | [ 55 ]        |
| Premi del Gremi de Productors d'Amèrica                  | 25 febrer 2024       | Productor destacat de pel·lícules d'animació teatral                                                 | Elemental                                                                                            | Pendent      | [ 56 ]        |
| Cinema Audio Society Awards                              | 2 març 2024          | Assoliment destacat en la mescla de so per a pel·lícules - Animació                                  | Vince Caro, Paul McGrath, Stephen Urata, Ren Klyce, Thomas Vicari, Scott Curtis                      | Pendent      | [ 57 ]        |